# スモーランド・ハウンド

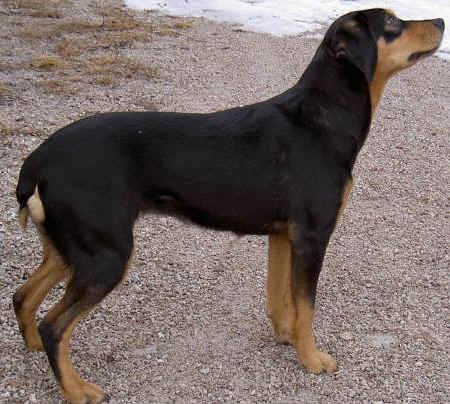
スモーランド・ハウンド

スモーランド・ハウンド（英：Smalands Hound）は、スウェーデンのスモーランド原産のセントハウンド犬種である。別名はスモーラント・シュトーヴァレ（スウェーデン語: Smålandsstövare）。

## 歴史
中世の時代のころに作られた犬種である。スピードよりもスタミナと集中力をメインとした能力を持つ犬として作られ、且つオリジナルの犬種であることを際立たせるために選択繁殖によって生まれつき短い尾になるように改良された。
本種は主にノウサギとキツネを狩るのに使われた。獲物のにおいを追跡し、何時間も歩いて追いかけてじっくりと距離を詰め、追い詰めて自ら仕留めた。
スウェーデンのケネルクラブには1921年に公認登録されたが、2010年現在はまだFCIに公認登録はされていない。ほぼすべての犬はスウェーデン国内でのみ飼育されていて、一部は北欧の他国で飼育されている。現在も実用犬として使われているが、ペットやショードッグなどとしても飼育が行われている。

## 特徴
頭部は少し大きめで、マズルは先がとがっているが長さは普通である。体は筋肉質で、引き締まった体つきをしている。脚は短めであまり早く走ることはできないが、その代わりに持久力があり、何時間でも歩き続けることが可能である。また、深雪の中でも埋もれずに歩いていくことができ、特に雪が深い場合は短めの脚を駆使して泳ぐようにして雪をかき分け、進むことができる。耳は大きい垂れ耳、尾は生まれつきとても短く、飾り毛はない。稀に尾が長い仔犬も生まれるが、断尾はほとんど行われない。コートはつやのあるショートコートだが、二重構造になっていて寒さに強い。毛色はブラック・アンド・タンなど。体高43〜50cmの中型犬で、性格は愛情深く知的で安定している。主人家族に対しては友好的で、家庭犬として飼育するのにもよく適した犬種である。初対面の人や犬に対しては警戒心を持つが、慣れれば友好的に接する。しかし、もとが猟犬であるためスタミナがあり、運動量は非常に多いので都心部での飼育はあまり向いていない。また、蒸し暑い地域での飼育にも不向きで、そういった地域で飼育する場合は冷房設備の設置が必要不可欠である。かかりやすい病気は関節疾患や熱中症などがある。